# Yaacov Shimoni
Yaʿacov Shimʿoni (hebräisch יַעֲקֹב שִׁמְעוֹנִי Jaʿaqov Schimʿōnī; geboren 9. April 1915 in Berlin als Jakob Simon; gestorben 22. Oktober 1996 in Jerusalem) war ein israelischer Diplomat und Politikwissenschaftler deutscher Herkunft.

## Leben
Jakob Simon war ein Sohn des Rechtsanwalts Fritz Simon (1884–1935) und der Lotte Salin (1889–1919); er hatte einen Bruder, der Opfer des Holocaust wurde. Simon machte 1933 das Abitur und engagierte sich in der zionistischen Jugendorganisation Hechaluz, die unter dem Druck der deutschen Judenverfolgung die Auswanderung vorbereitete. Er emigrierte 1936 nach Palästina.
Yaʿacov Shimʿoni wurde Mitglied im Kibbuz Givʿat Chaim. 1938 heiratete er Marianne Schoenbrunn; sie hatten drei Kinder. Von 1938 bis 1940 absolvierte er eine Lehrerausbildung an der Beit-haKerem Schule in Jerusalem. Er wurde Lehrer in seinem Kibbuz und ging dann als Sekretär zum arabischsprachigen Nachrichtendienst des Rundfunks der Haganah. Mit der Gründung des Staates Israel wechselte er in den Dienst des Israelischen Außenministeriums und wurde 1952 als Botschaftsrat an die israelische Botschaft in die USA entsandt. Shimʿoni wurde 1955 Gesandter in Burma, 1957 nichtresidenter Gesandter für Laos, Ceylon und Philippinen, 1964 bis 1968 Botschafter in Schweden und ab 1976 Botschafter in der Schweiz. Zwischenzeitlich fungierte er als Abteilungsdirektor im Außenministerium. Er lehrte von 1957 an Politikwissenschaft als Gastprofessor an der Hebräischen Universität Jerusalem.

## Schriften (Auswahl)

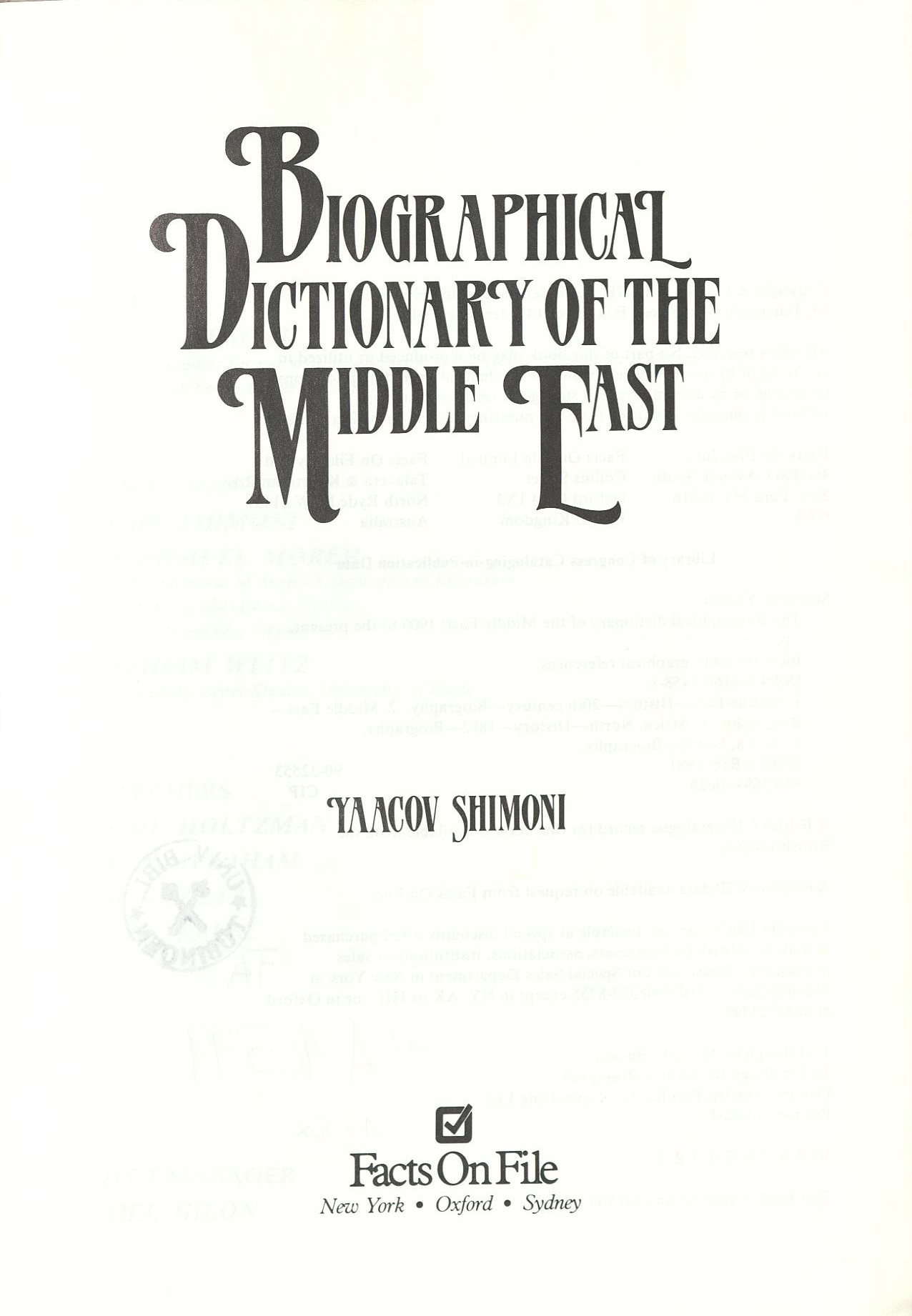
Dictionary (1991)

- als Herausgeber: Die Vier von Kinnereth. Jüdische Jugendgeschichten aus dem neuen Palästina. Mit vielen Bildern von Bernhard Gelbart. Kedem, Berlin 1936.
- als Herausgeber: Lastträger bin ich. Jüdische Jugendgeschichten aus dem neuen Palästina. Mit vielen Bildern von Bernhard Gelbart. Kedem, Berlin 1936.
- ערבי ארץ ישראל, (=סדרת 'מכורה'), Tel Aviv: ʿAm Oved, 5707[1]
- als Herausgeber mit Evyatar Levine: Political dictionary of the Middle East in the twentieth century. Jerusalem Publishing House Ltd., Jerusalem 1972
- Political dictionary of the Arab world. Macmillan u. a., New York NY u. a. 1987, ISBN 0-02-916422-2.
- Biographical dictionary of the Middle East. Facts on File, New York NY u. a. 1991, ISBN 0-8160-2458-8.